# Keny Arroyo
Keny Alexander Arroyo Alvarado (* 14. února 2006), někdy známý jako Cheche Arroyo, je ekvádorský profesionální fotbalista, který hraje na pozici křídelníka za turecký klub Beşiktaş JK a ekvádorský národní tým.

## Klubová kariéra
Arroyo je mládežnickým produktem Academia Alfaro Moreno a v roce 2016 přestoupil do mládežnické akademie Independiente del Valle. Svůj seniorský a profesionální debut si odbyl s Independiente jako náhradník při prohře 2:1 s El Nacional dne 2. prosince 2023. Dne 6. února 2025 podepsal smlouvu s tureckým fotbalovým klubem Beşiktaş.

## Reprezentační kariéra
Arroyo byl vybrán do národního týmu Ekvádoru do 17 let, aby je reprezentoval na Mistrovství Jižní Ameriky ve fotbale do 17 let 2023. Později téhož roku byl vybrán do týmu pro Mistrovství světa ve fotbale do 17 let 2023.
Do seniorského národního týmu Ekvádoru byl poprvé povolán na sérii kvalifikačních zápasů na Mistrovství světa ve fotbale 2026 v říjnu 2024. Svůj seniorský debut si odbyl jako náhradník v zápase s Uruguayí 16. října 2024, který skončil remízou 0:0.